# Islam in Azerbeidzjan

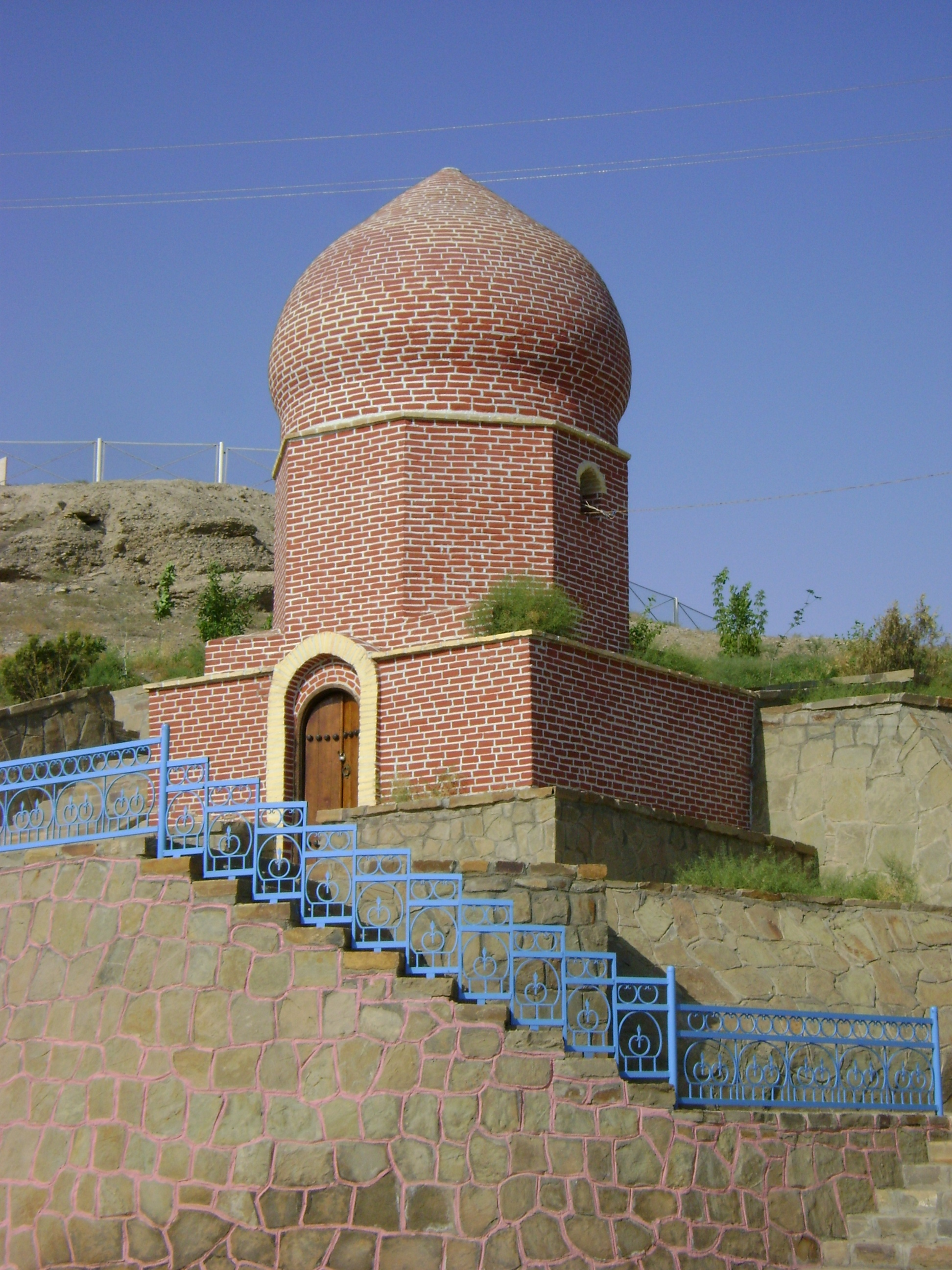
De Haji Rifai moskee, dateert uit 1700

Ruim 96% van de bevolking van Azerbeidzjan is, in elk geval nominaal, moslim. De rest van de bevolking is aanhanger van een andere godsdienst, of is niet religieus. Onder de moslim-meerderheid is er nogal verscheidenheid in het naleven van de religieuze voorschriften en gebruiken; dat lijkt vooral af te hangen van cultuur en etnische afkomst. Verschillen tussen soennieten en sjiieten zijn in Azerbeidzjan niet zo scherp.
De meeste sjiieten zijn aanhangers van de orthodoxe Ithna Ashri stroming. Een traditionele stroming die door veel soennieten wordt gevolgd, is de school van Hanafi. Dorpen rond Bakoe en in de regio Lenkoran zijn van oudsher sjiitische bolwerken. In sommige noordelijke gebieden waar veel Dagestanen leven, heeft het salafisme aanhang. Folk Islam, waarin volksgeloof (animisme) is verweven, komt veel voor.
In een peiling van Gallup in 2010 beantwoordde 49% van de ondervraagde Azeri de vraag "Is religie een belangrijk onderdeel van uw dagelijks leven?" met nee; een van de hoogste scores in een moslim-land. Een onderzoek uit 1998 schatte het aantal fervente aanhangers van de islam in Azerbeidzjan op slechts 7 procent.

## Geschiedenis
Islam kwam in de loop van de 7e eeuw middels Arabieren in Azerbeidzjan terecht, waar het christendom en heidense religies zoals het tengriisme erdoor werden vervangen.
In de 16e eeuw vestigde de eerste sjah van de Safawiden-dynastie, Ismail I (1487-1524), de sjiitische islam als staatsgodsdienst, hoewel een deel van de bevolking soenniet bleef. De bevolking van het huidige Iran en van Azerbeidzjan gingen in dezelfde periode over op het sjiisme.
Zoals ook elders, kwamen de twee stromingen van de islam ook in Azerbeidzjan met elkaar in conflict. Het opleggen van sjiisme als staatsgodsdienst veroorzaakte spanningen tussen de Safawiden-dynastie en de soennieten van het naburige Ottomaanse Rijk.
In de 19e eeuw trokken soennieten vanuit Azerbeidzjan naar hun geloofsgenoten in het Ottomaanse Rijk, in verband met de Russisch-Turkse oorlogen. Aan het eind van de 19e eeuw waren de sjiieten daardoor de grote meerderheid geworden in Azerbeidzjan. De tegenstelling met de soennieten nam vervolgens af omdat Azerbeidzjaanse nationalisten een gemeenschappelijke Turkse herkomst begonnen te benadrukken, en opponeerden tegen Iraanse religieuze invloed.

### Russische Rijk en Sovjet-Unie
In 1806 werd het huidige Azerbeidzjan, na een invasie van Russische troepen, deel van het Russische Rijk. Na deze Russisch-Perzische Oorlog (1804-1813) was de Kadjaren-dynsatie gedwongen om bij het Verdrag van Gulistan grote delen van het huidige Azerbeidzjan aan Rusland over te dragen. Dit werd echter pas gerealiseerd na de laatste Russisch-Perzische Oorlog (1826-1828) en het Verdrag van Turkmenchay van 1828. 
Voordat de Sovjets in 1920 hun macht vestigden, waren er in Azerbeidzjan ongeveer 2000 moskeeën in gebruik. De meeste werden in de jaren 1930 gesloten; in de Tweede Wereldoorlog mochten sommige weer in gebruik worden genomen. Ten tijde van de Azerbeidzjaanse SSR waren er 17 functionerende moskeeën; twee grote en vijf kleinere in Bakoe, en slechts elf in de rest van het land. Naast deze officieel toegestane, waren er talrijke gebedsruimten in privé-woningen.
Het conservatieve sjiitische centrum was de stad Nardaran, 25 kilometer ten noordoosten van Bakoe, bekend van de 13e-eeuwse Shia schrijn. Hier kan men op straat spandoeken met religieuze teksten aantreffen en vrouwen dragen de chador. In de rest van het land zijn de religieuze opvattingen progressiever.

### Herleving van de islam

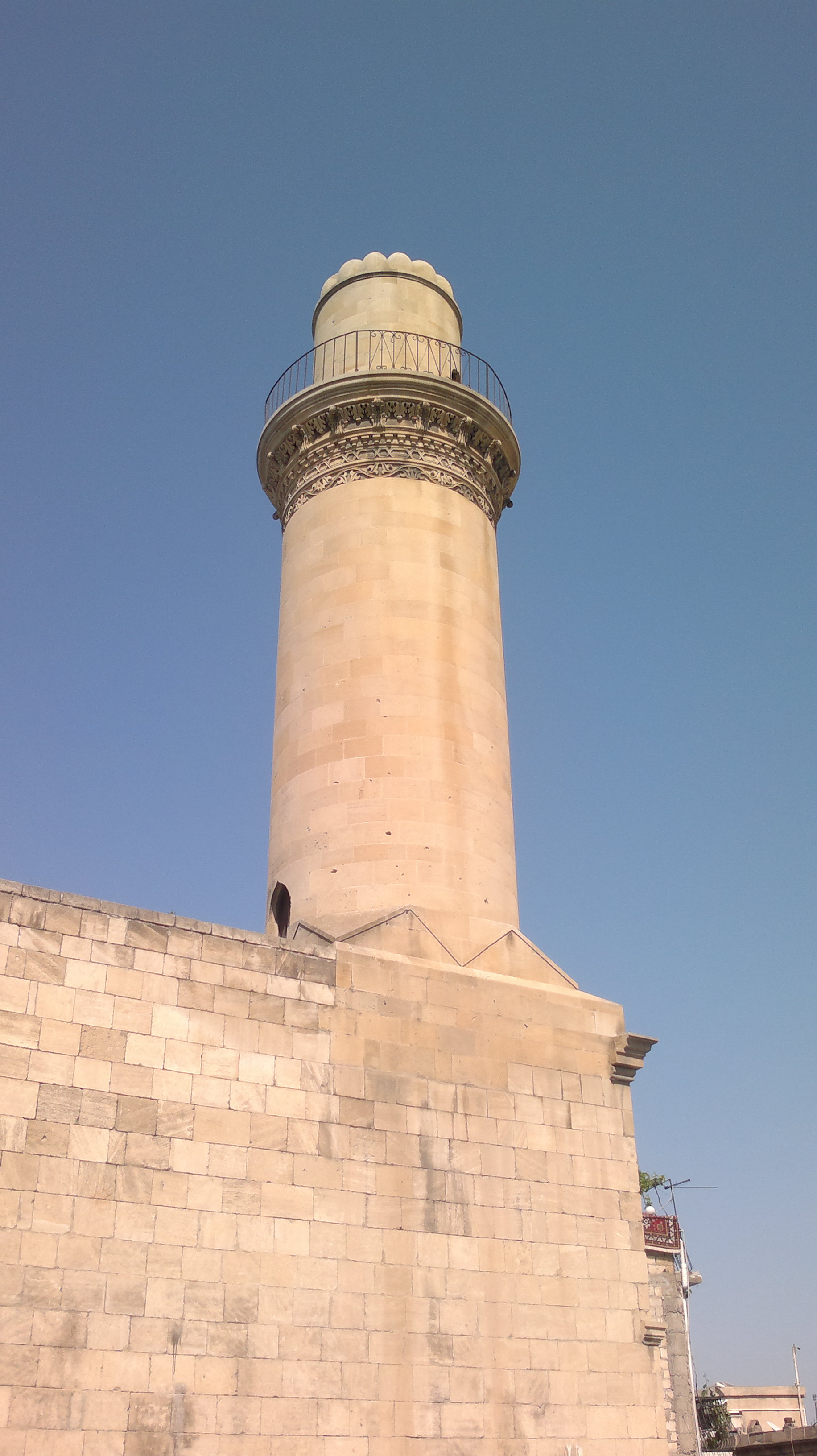
Moskee in Bakoe

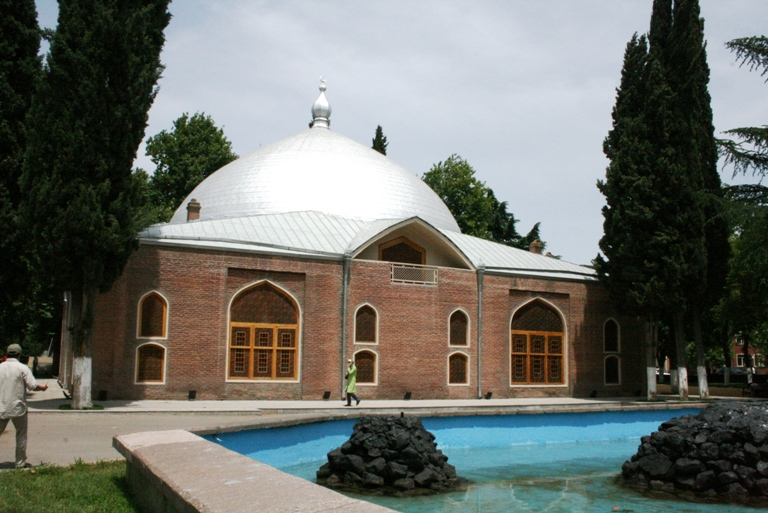
De Juma moskee van Ganja

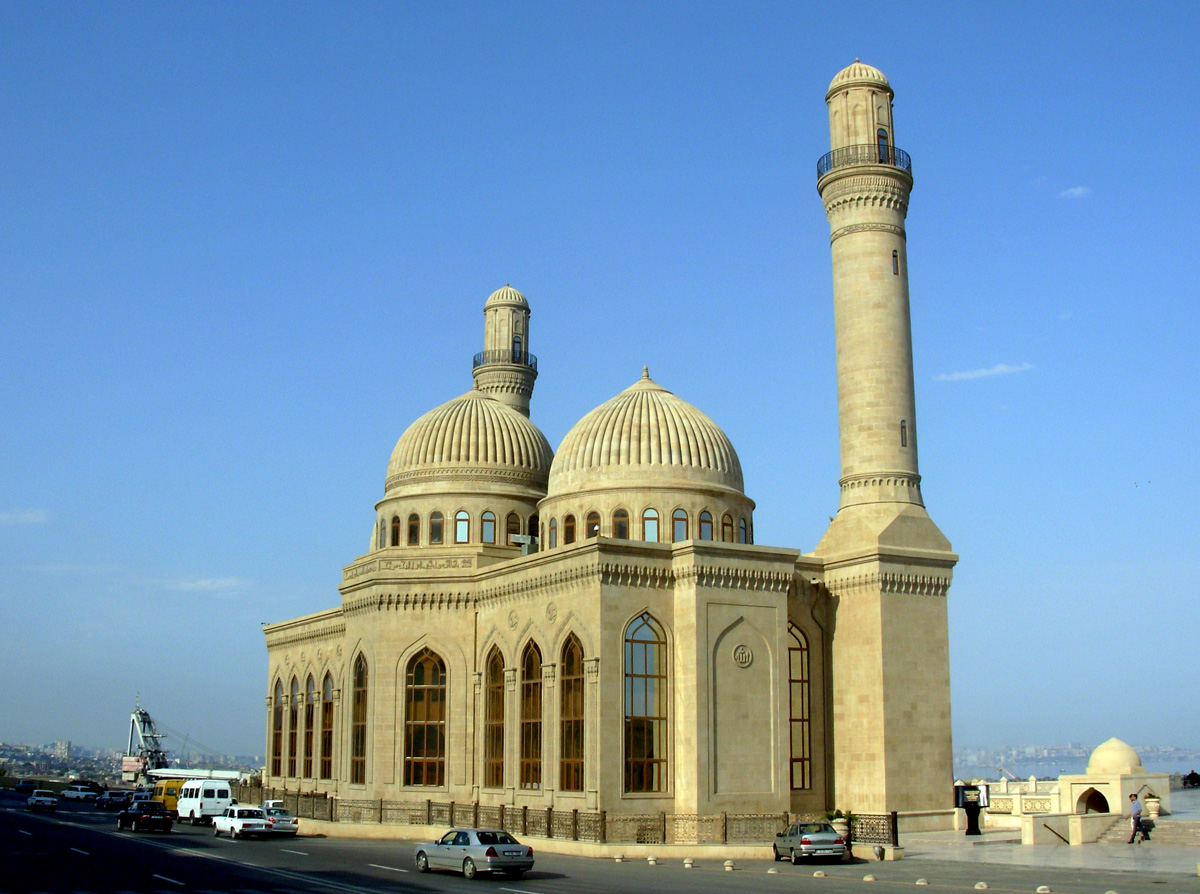
Bibi-Heybat moskee in Bakoe

Aan het eind van de regeerperiode van Gorbatsjov, en vooral na de onafhankelijkheid, nam het aantal moskeeën flink toe. Veel ervan werden gebouwd met steun van andere islamitische landen zoals Iran, Oman, en Saoedi-Arabië, die ook voorzagen in de levering van Korans en religieuze leiders en opleiders. In 2014 bedroeg het aantal moskeeën meer dan 2000.
Volgens artikel 7 van de grondwet is Azerbeidzjan een seculiere staat. In artikel 19 wordt de scheiding van religie en staat vastgelegd. Ook is er grondwettelijke gelijkheid van alle godsdiensten voor de wet, en is bepaald dat het onderwijs seculier van karakter is.